# Screamo Rap
Screamo Rap – muzyka będąca połączeniem screamo i rapu. Jest to bardzo młody gatunek, szybko rozwijający się w ciągu kilku ostatnich lat. Za początek screamo rapu można uważać zespoły oraz wokalistów screamo, które coverowały piosenki rap (np. I Set My Friends on Fire). Screamo Rap zyskał swoją tożsamość dopiero po tym jak zaczęły powstawać zespoły tworzące autorskie nagrania.